# Valle Cannobina
Het Valle Cannobina is een bergdal in de Noord-Italiaanse regio Piëmont (provincie Verbania). 
De vallei is uitgesleten door de soms woeste rivier Cannobino die bij Cannobio uitmondt in het Lago Maggiore. In het dal ligt een aantal kleine dorpen die samen ongeveer 1100 inwoners hebben. De meeste dorpen liggen hoog boven de dalbodem. In het zuiden wordt het Valle Cannobina begrensd door de bergen van het nationale park Val Grande. Ten noorden van de vallei ligt de Cima Limidario (2187 m) die de scheiding vormt met het Zwitserse Ticino.
Door het dal loopt een zeer smalle kronkelende weg die Cannobio met het Val Vigezzo verbindt. Op verschillende punten vernauwt de vallei zich tot een kloof. Op de scheiding van het Valle Cannobina en het Val Vigezzo ligt de 935 meter hoge bergpas Piano di Sale. 

## Gemeentes in het Valle Cannobina
- Gurro (288 inw.)
- Cavaglio-Spoccia (273 inw.)
- Falmenta (201 inw.)
- Cursolo-Orasso (115 inw.)

## Hoogste bergtoppen
- Cima Limidario (2187 m)
- Monte Zeda (2156 m)
- Monte Toriggia (1713 m)